# Yass

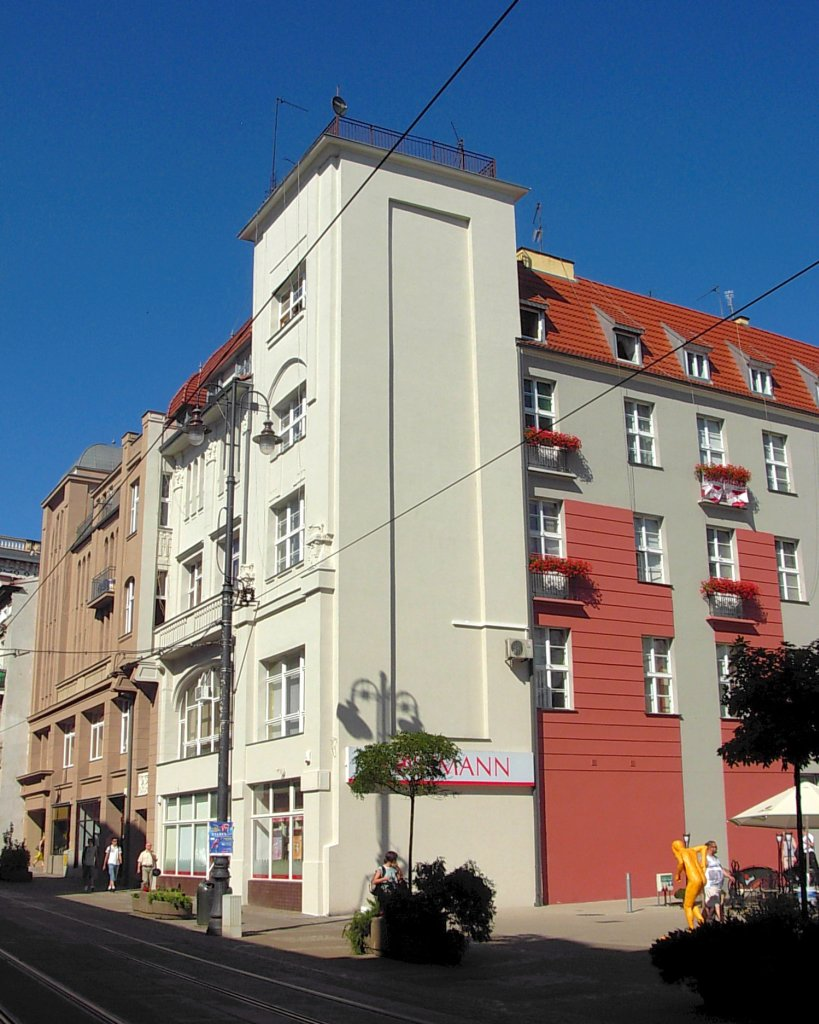
Modernistyczna kamienica przy ul. Gdańskiej 10 w Bydgoszczy, gdzie mieści się klub Mózg, jeden z ważniejszych ośrodków sceny yassowej

Yass (jass) – często definiowany jako osobny styl w muzyce, nie jest nowym gatunkiem w dosłownym sensie, a raczej swoistym konglomeratem różnych stylów, łączącym elementy współczesnej muzyki improwizowanej, jazzu, punk rocka i folku.

## Opis
Termin ten powstał na początku lat 90. na oznaczenie nowego nurtu w polskiej muzyce, który powstawał wówczas w Trójmieście i Bydgoszczy. Autorami byli: trójmiejski kontrabasista i gitarzysta Tymon Tymański, Jerzy Mazzoll – klarnecista i Tomasz Gwinciński – gitarzysta, którzy chcieli podkreślić oryginalność proponowanej przez siebie i innych muzyków yassowych twórczości, a jednocześnie zdystansować się od polskiej sceny jazzowej, bardzo wówczas krytycznej wobec dokonań yassowców. W Bydgoszczy głównym ośrodkiem sceny yassowej jest klub Mózg.
Za pierwszy album yassowy uznaje się wydane w 1992 roku Tańce bydgoskie grupy Trytony Tomka Gwincińskiego.
Po okresie bardzo szerokiej działalności w latach dziewięćdziesiątych, kiedy ukazały się dziesiątki płyt kojarzonych z yassową sceną (między innymi zespołów Miłość, Trytony, Łoskot czy Mazzoll & Arhythmic Perfection) ruch yassowy stracił swoją intensywność, a muzycy z nim związani poświęcili się karierom solowym.
Charakterystyczną cechą sceny yassowej była duża liczba zakładanych ad hoc zespołów i projektów (o częstokroć dziwnych nazwach), które często występowały pod konkretną nazwą zaledwie na kilku koncertach.

## Muzycy yassowi
- Tymon Tymański
- Jerzy Mazzoll
- Tomasz Gwinciński
- Leszek Możdżer
- Mikołaj Trzaska
- Olo Walicki
- Jacek Olter
- Joanna Charchan
- Wojtek Mazolewski
- Macio Moretti
- Sławomir Janicki
- Jacek Majewski
- Andrzej Przybielski
- Piotr Pawlak
- Janusz Zdunek